# Vangueriella zenkeri
Espèce
Synonymes
- Plectronia macrocarpa K.Schum.[1]

Vangueriella zenkeri Verdc. est une espèce de plantes de la famille des Rubiacées et du genre Vangueriella, endémique du Cameroun.

## Étymologie
Son épithète spécifique zenkeri rend hommage au botaniste allemand Georg August Zenker qui en récolta des spécimens.

## Description
C'est une liane.

## Distribution
Relativement rare, endémique, elle a été observée au Cameroun sur deux sites dans la Région du Sud, au mont de l'Éléphant et près de Bipindi.